# دوريس جونز
دوريس جونز (بالإنجليزية: Doris Jones )‏ (و. – م) هي سياسية، من الولايات المتحدة الأمريكية، الحزب الجمهوري.

## مناصب
تولت منصب عضو مجلس نواب أوهايو.